# Рубијето (Виченца)
Рубијето је насеље у Италији у округу Виченца, региону Венето.
Према процени из 2011. у насељу је живело 70 становника. Насеље се налази на надморској висини од 1029 м.